# Видошин (Житковичский район)
Видошин (бел. Відошын) — деревня в Червоненском сельсовете Житковичского района Гомельской области Белоруссии.
На западе граничит с лесом.

## География

### Расположение
В 15 км на северо-восток от районного центра и железнодорожной станции Житковичи (на линии Лунинец — Калинковичи), 232 км от Гомеля.

## Транспортная сеть
Транспортные связи по просёлочной, затем автомобильной дороге Лунинец — Калинковичи. Планировка состоит из короткой прямолинейной широтной улицы, к которой с юга присоединяются 2 короткие улицы и переулок. Застройка неплотная, деревянная, усадебного типа.

## История
Основана в конце XIX века как хутор в Житковичской волости Мозырского уезда Минской губернии. В 1930 году жители вступили в колхоз. В 1930-х годах в деревню переселены жители из близлежащих хуторов, и в результате сформировалась новая улица. Во время Великой Отечественной войны 17 жителей погибли на фронтах. Согласно переписи 1959 года в составе совхоза «Красный Бор» (центр — деревня Семенча). Действует клуб.

## Население

### Численность
- 2004 год — 66 хозяйств, 151 житель.

### Динамика
- 1917 год — 60 жителей.
- 1921 год — 12 дворов.
- 1959 год — 241 житель (согласно переписи).
- 2004 год — 66 хозяйств, 151 житель.